# The Lone Ranger (soundtrack)
The Lone Ranger is de soundtrack van de film met dezelfde naam die werd gecomponeerd door Hans Zimmer. Het album werd op 2 juli 2013 uitgebracht door Walt Disney Records. Ook werd er op 2 juli 2013 naar aanleiding van de film, een tweede album door Walt Disney Records genaamd The Lone Ranger: Wanted (Music Inspired by the Film) uitgebracht met diverse artiesten. Dit verzamelalbum bevat geen filmmuziek maar muziek die geïnspireerd is door de film.

## The Lone Ranger (Original Motion Picture Score)
Oorspronkelijk werd Jack White ingehuurd voor het maken van de muziek. White werd echter vervangen door Zimmer. Producent Jerry Bruckheimer werkte al vele malen samen met Zimmer aan verschillende films, waarvan onder meer de eerste 4 films Pirates of the Caribbean. Zimmer componeerde ook al in 2011 de muziek van de western-animatiefilm Rango van regisseur Gore Verbinski. Het nummer "Red's Theater of the Absurd" werd geschreven door Jack White. Het nummer "Finale" is een bewerking van Gioacchino Rossini's "William Tell Overture" (uit de Guillaume Tellopera) en Zimmer's "Absurdity". Deze versie werd bewerkt door Geoff Zanelli. Het orkest stond onder leiding van Nick Glennie-Smith.
Nummers
| Nr. | Titel                                                              | Duur |
| --- | ------------------------------------------------------------------ | ---- |
| 1   | Never Take Off the Mask"                                           | 1:08 |
| 2   | Absurdity                                                          | 4:58 |
| 3   | Silver                                                             | 4:00 |
| 4   | Ride                                                               | 4:17 |
| 5   | You've Looked Better                                               | 3:09 |
| 6   | Red's Theater of the Absurd - Pokey LaFarge & The South City Three | 3:02 |
| 7   | The Railroad Waits for No One                                      | 3:09 |
| 8   | You're Just a Man in a Mask                                        | 4:14 |
| 9   | For God and for Country                                            | 4:53 |
| 10  | Finale                                                             | 9:51 |
| 11  | Home                                                               | 6:55 |

## The Lone Ranger: Wanted (Music Inspired by the Film)
Regisseur en medeproducent Verbinski was verantwoordelijk voor het samenstellen van het album The Lone Ranger: Wanted (Music Inspired by the Film).
Nummers
| Nr. | Titel                     | Artiest(en)                     | Duur |
| --- | ------------------------- | ------------------------------- | ---- |
| 1   | Holy Water                | Ben Kweller                     | 3:33 |
| 2   | Devil's Train             | Grace Potter and The Nocturnals | 3:28 |
| 3   | Poor Paddy on the Railway | Shane MacGowan                  | 3:06 |
| 4   | So Long Gone              | Pete Molinari                   | 3:26 |
| 5   | Central and Union         | Sara Watkins                    | 2:58 |
| 6   | American Dream            | The White Buffalo               | 2:57 |
| 7   | Lonesome Whistle          | Dave Alvin                      | 4:12 |
| 8   | Sweet Betsy frem Pike     | Iggy Pop                        | 4:00 |
| 9   | Rattling Bone             | Iron and Wine                   | 4:47 |
| 10  | Cowboy                    | The Rubens                      | 2:53 |
| 11  | Everything but the Truth  | Lucinda Williams                | 4:02 |
| 12  | The Thuth Lives On        | The Aggrolites                  | 3:48 |
| 13  | Butch's Ballad            | Gomez                           | 5:37 |
| 14  | Saddle the Wind           | John Grant                      | 2:42 |